# Aneuthetochorus simplex
Aneuthetochorus simplex là một loài bọ cánh cứng trong họ Cerambycidae.